# Capital C
Capital C (Eigenschreibweise CAPITAL C) ist ein Dokumentarfilm der Regisseure Jørg Kundinger und Timon Birkhofer über Crowdfunding. Der Film wurde mit Hilfe einer Crowdfunding-Kampagne auf der Plattform Kickstarter co-finanziert und gilt als weltweit erste Kinodokumentation zu diesem Thema. Auch vom FilmFernsehFonds Bayern und dem Deutschen Filmförderfonds wurde der Film finanziell unterstützt. Das englischsprachige Titellied des Films stammt von der deutschen Band Glasperlenspiel.

## Handlung
CAPITAL C blickt auf die Erfolge und Niederlagen dreier unabhängiger Künstler, die ihre Ideen ins Internet tragen, um ihre Projekte mithilfe der Crowd zu verwirklichen:
- Mit einer Multi-Millionen-Dollar Crowdfunding-Kampagne feiert der Videospiele-Pionier Brian Fargo nach über 20 Jahren das Comeback seines Spiele-Klassikers Wasteland. Mehr als 60.000 Unterstützter erwarten daraufhin einen ebenbürtigen Nachfolger zu seinem Kultspiel aus den 80er Jahren.
- Mit seiner Crowdfunding-Kampagne für handgezeichnete Pokerkarten sieht Jackson Robinson die Gelegenheit gekommen, endlich als Künstler wahrgenommen zu werden. Doch der Erfolg des jungen Designers fordert bald schon seinen Preis von der jungen Familie des Designers.
- Die Hippie-Mentalität von Zach Crains Crowdfunding-Kampagne für gestrickte Flaschenwärmer weckt nicht nur das Interesse tausender Fans. Auch die ABC-Sendung Sharktank und konkurrierende Konzerne wollen ihren Teil vom Kuchen abhaben.

## Produktion
CAPITAL C ist eine unabhängige Produktion der Regisseure Jørg Kundinger und Timon Birkhofer, die 2012 über eine Crowdfunding-Kampagne auf Kickstarter initiiert wurde. 586 Unterstützer aus 24 Ländern gaben insgesamt 84.298 US-Dollar für das Projekt. Co-Produzent Myra Productions GmbH
Die Dreharbeiten dauerten insgesamt drei Jahre und damit ungleich länger, als die Regisseure ursprünglich vorgesehen hatten. Im Mittelpunkt dieser dokumentarischen Aufnahmen stehen der Videospiele-Produzent Brian Fargo, der Designer Jackson Robinson und der Erfinder Zach Crain.
Dazu kommen ergänzende Interviews u. a. von: Seth Godin, Scott Thomas, Felix Salmon, Molly Crabapple, Eric von Hippel, David Weinberger, Steven Dengler.

## Veröffentlichung
Die internationale Filmpremiere fand am 26. September 2014 am Zurich Film Festival statt. Weitere Festival-Screenings erfolgten u. a. im Rahmen des Dokumentarfilmfestivals CPH:DOX in Kopenhagen beim Moscow Urban Forum und auf der DOK Leipzig im Leipzig Screening. In Deutschland wird Capital C seit 2015 über die Farbfilm Verleih GmbH in den Kinos gezeigt. Parallel erschien über den Verlag Orange Press das filmbegleitende Crowdfunding-Handbuch Capital C.
Im Mai 2015 veranstaltete der in Nürnberg lebende Jørg Kundinger eine Crowdfunding Konferenz in Nürnberg bei dem u. a. auch der Film gezeigt wurde.

## Rezeption
Das internationale Kino- und Festivalpublikum bewertet den Film mehrheitlich (circa 50 %) als hervorragend.
Die Festival-Jury des Zurich Filmfestivals (u. a. Iris Berben und Stefan Arndt) sprach eine Honorable Mention aus: „Dieser überaus professionell gemachte Dokumentarfilm überraschte die Jury nicht nur mit seiner Lebendigkeit, sondern entwickelt aus einer neuen Finanzierungsform auch gleich eine neue Vision für die Menschheit: gibt es mögliche Verhaltensformen, die dem Kapitalismus eine menschliche Zukunft geben?“ (Stefan Arndt)

## Auszeichnung
Nach seiner Uraufführung am Zurich Filmfestival am 26. September 2014 erhielt der Film eine Honorable Mention der Jury.